# Morquera (España)
Morquera es un despoblado español del municipio de Villaflores, perteneciente a la provincia de Salamanca, en la comunidad autónoma de Castilla y León.

## Historia
Hacia mediados del siglo XIX, el lugar era referido como una alquería ya dependiente de Villaflores. Aparece descrito en el undécimo volumen del Diccionario geográfico-estadístico-histórico de España y sus posesiones de Ultramar de Pascual Madoz con las siguientes palabras:

MORQUERA: alq. dependiente del ayunt. de Vallaflores, en la prov. de Salamanca, part. jud. de Peñaranda de Bracamonte (5 leg.). Está sit. al O. de su matriz y á la izq. del r. Guareña, en terreno arenisco y ligero, que produce toda clase de cereales y pastos.
(Madoz, 1848, p. 616)

En 2022, no tenía empadronado ningún habitante.